# Asestra bella
Asestra bella là một loài bướm đêm trong họ Geometridae.